# Intellektuelles Kapital
Intellektuelles Kapital in einem Unternehmen bezeichnet Werte, die zum Beispiel bedingt sind durch: Mitarbeiter-Know-how, kompetente Führungskräfte, Innovationskraft, Wert einer Marke, gute Kunden- und Lieferantenbeziehungen sowie funktionierende Prozesse in der Fertigung und der Administration.
Leif Edvinsson verwendete als Erster den Ausdruck „intellectual capital“ für die bis dahin geläufige Bezeichnung „intangible assets“.

## Abgrenzung
Das intellektuelle Kapital wird meist in drei Kategorien eingeteilt:
- Humankapital – der Wert der Fähigkeiten und des Wissens einer Person
- Strukturkapital – Wert von Prozessen und Technologien
- Beziehungskapital – Wert des Beziehungsgeflechts

Diese drei Kategorien bauen aufeinander auf. Mit Hilfe von Humankapital wird strukturelles Kapital aufgebaut und beide zusammen erwirken dann das Beziehungskapital.
Der Wirtschaftswissenschaftler D. Klein und der Berater L. Prusak definieren intellektuelles Kapital als „intellektuelles Material, das formalisiert und erfasst wurde, um mit seiner Hebelwirkung ein höherwertiges Vermögen zu erzeugen.“
Oft wird intellektuelles Kapital auch als Differenz zwischen dem Marktwert und dem Buchwert eines Unternehmens definiert.

## Synonyme
Je nach zugrundeliegendem Verständnis werden die Begriffe „Intellectual Capital“, „Intangible Assets“, „Soft Facts“ oder auch „immaterielle Vermögenswerte“ synonym verwendet.

## Entwicklung
Im Zuge der Entwicklung zur Wissensgesellschaft wird das Wissen einer Person immer wichtiger. Dadurch wird zunehmend auch vom intellektuellen Kapital einer einzelnen Person gesprochen. Hier umfasst der Begriff „intellektuelles Kapital“ die Fähigkeiten und das Wissen der Person sowie seine Beziehungen zu anderen Personen.

## Messung
Es gibt verschiedene Ansätze, das intellektuelle Kapital sichtbar zu machen, wie z. B. in Wissensbilanzen für Unternehmen oder für Personen bei der Wissensbank.